# Sigrid Undset
Sigrid Undset (Kalundborg, Dinamarca, 20 de mayo de 1882-Lillehammer, Noruega, 10 de junio de 1949) fue una novelista noruega nacida en Dinamarca. Fue galardonada con el Premio Nobel de Literatura en 1928. Humanista, fue una de las primeras personas de su país en prevenir contra los nazis.
Undset publicó sus primeros libros de ficción histórica en 1907. Huyó de Noruega a Estados Unidos en 1940 por su oposición a la Alemania nazi y a la invasión y ocupación alemana de Noruega, pero regresó tras el fin de la II Guerra Mundial en 1945.
Su obra más conocida es Kristin Lavransdatter, una trilogía sobre la vida en Noruega en la Edad Media, retratada a través de las experiencias de una mujer desde su nacimiento hasta su muerte. Sus tres volúmenes se publicaron entre 1920 y 1922.

## Biografía
Undset nació el 20 de mayo de 1882 en la pequeña ciudad de Kalundborg (Dinamarca), en casa de su madre, Charlotte Undset (1855-1939, de soltera Anna Maria Charlotte Gyth). Undset era la mayor de tres hijas. A los dos años se trasladó con su familia a Noruega.
Creció en la capital noruega, Oslo (o Kristiania, como se conocía hasta 1925). Cuando sólo tenía 11 años, su padre, el arqueólogo noruego Ingvald Martin Undset (1853-1893), murió en 1893, a sus escasos cuarenta años, tras una larga enfermedad.
La situación económica de la familia obligó a Undset a renunciar a la educación universitaria y, tras un curso de secretariado de un año, a los 16 años consiguió trabajo como secretaria en una empresa de ingeniería de Kristiania, puesto que ocupó durante 10 años.
Mientras trabajaba en la oficina, Undset escribía y estudiaba. Tenía 16 años cuando hizo su primer intento de escribir una novela ambientada en la Edad Media nórdica. El manuscrito, estaba listo a los 22 años. La editorial lo rechazó.
Sin embargo, dos años más tarde completó otro manuscrito, mucho menos voluminoso que el primero, de sólo 80 páginas. Había dejado de lado la Edad Media y en su lugar había elaborado una descripción realista de una mujer de clase media en la Kristiania contemporánea. Este libro también fue rechazado por los editores al principio, pero posteriormente fue aceptado. El título era Fru Marta Oulie, y la frase inicial (las palabras de la protagonista del libro) escandalizó a los lectores: «He sido infiel a mi marido».
Su formidable venta le permitió abandonar su antiguo trabajo y conseguir una beca que la llevó a Roma para formarse en lo que era su verdadero sueño.
En 1907 se afilió al Sindicato de Autores Noruegos y de 1933 a 1935 dirigió su Consejo Literario, del que fue presidenta de 1936 a 1940.
En Roma conoció a Anders Castus Svarstad, pintor noruego, con quien se casó dos o tres años más tarde. Ella tenía entonces 30 años y, muy probablemente, él fue su primer amor. Svarstad era nueve años mayor que ella, estaba casado y tenía mujer y tres hijos en Noruega. Su encuentro debió de ser un caso de amor a primera vista, pero Svarstad tardó casi tres años en divorciarse.
Se casaron en 1912, y se fueron a vivir a Londres durante 6 meses. Svarstad pintaba, y Undset desarrolló fuertes vínculos con el arte y las letras inglesas, que tendrían una importancia decisiva para ella el resto de su vida. De Londres regresaron a Roma, donde en enero de 1913 nació el primer hijo de Sigrid. Era un niño y le pusieron el nombre de su padre.
Este periodo realista culminó con las novelas Jenny (1911) y Vaaren (Primavera) (1914). La primera trata de una pintora que, como consecuencia de crisis románticas, cree estar malgastando su vida y, al final, se suicida. El otro habla de una mujer que consigue salvarse a sí misma y a su amor de una grave crisis matrimonial, creando finalmente una familia segura. Estos libros situaron a Undset al margen del incipiente movimiento de emancipación femenina en Europa.
El matrimonio y los hijos que vinieron después significaron mucho para Sigrid Undset, como persona y como mujer. Pero supuso un serio dilema para la artista creativa. Durante los años que duró su matrimonio, hasta 1919, tuvo tres hijos propios y una casa grande y ajetreada de la que ocuparse, en la que también vivían los tres hijos del primer matrimonio de Svarstad. Fueron años difíciles para Sigrid Undset. Su segundo hijo, una niña, era retrasada, y el hijo retrasado de Svarstad también vivía con ellos. Mantenía una casa abierta y ocupada para la numerosa familia y para viejos y nuevos amigos.  
Al mismo tiempo, seguía escribiendo por las noches, cuando los demás ya se habían acostado, y terminaba sus últimas novelas realistas y colecciones de relatos cortos. También participó en el debate público sobre los temas de mayor actualidad: la emancipación de la mujer, cuestiones éticas y morales. Dotada de grandes dotes polémicas, criticó con rotundidad la emancipación en curso y la decadencia moral y ética que, en su opinión, amenazaba tras la Primera Guerra Mundial, que hacía estragos más allá de las costas de la neutral Noruega.  
Tras varios años de matrimonio, embarazada de su tercer hijo, Castus decidió dejarla. Vivió un divorcio duro en el que, a pesar de todo, prometió hacerse cargo de sus hijos y de los hijos del anterior matrimonio de su exmarido. Quiso demostrarse a sí misma que cuidaría de ellos por el día mientras que por las noches seguiría dedicándose a la escritura. Undset compró en 1921 la casa que alquilaba en Lillehammer, bautizándola Berkebaek. El estado decidió otorgarle una pensión oficial: a partir de ese momento comenzó a recibir el equivalente al salario de un escritor de por vida. Con unos ingresos asegurados y estables, decidió contratar a una trabajadora doméstica a tiempo completo para que cuidara de su hija Mosse (la joven de diversidad cognitiva). También compró la pequeña casa contigua a Berkebaek, que integró en la finca convirtiéndola en su oficina: un retiro silencioso en el que pudo seguir escribiendo sin trabas ni obstáculos. Activa y mejor organizada que nunca, tradujo tres sagas islandesas. Todas las trabas que se le ponían por ser mujer la motivaron e impulsaron a implicarse plenamente en movimientos sociales y políticos a favor de los derechos y libertades de las mujeres.

Con cuarenta y tres años de edad, aproximadamente en 1924, se convirtió al cristianismo; dicha experiencia aparece narrada en Gymnadenia (1929) y en La zarza ardiente (1930). A partir de esta fecha sus obras empezaron a contar con la luminosidad de una fe viva y creciente. Empezó poco a poco a volver a interiorizar los valores tradicionales contra los que tanto había luchado antaño.
"El principio religioso llevó a Sigrid Undset a la novela monumental, construida con materiales históricos y psicológicos, sobre la base religiosa del pecado, la confesión y la expiación. El pecado que no se confiesa al ministro de Dios pero que este absuelva al pecador y le imponga la penitencia expiatoria es una infección que corroe el alma y que infecta a su vez a cuantos rodean al que pecó. Sobre ese eje gira la multivaria [sic] acción de OlavAudunsson […]. Sigrid Undset establece, pues, como suprema lección de su novela, el principio católico de la confesión, frente al luterano del arrepentimiento íntimo y de la reparación espontánea".
En 1928 fue galardonada con el premio Nobel de Literatura para, poco después, ser nombrada presidenta de la Sociedad Noruega de Autores (la primera mujer en conseguir dicha posición).
En la II Guerra Mundial debió presenciar el fusilamiento de su hijo mayor y el incendio de su hogar. Fue perseguida por el partido fascista al posicionarse radicalmente en contra de ellos, posicionamiento ideológico que acabaría obligándola a huir al ser perseguida por el partido. Las circunstancias la llevaron, en pleno invierno, a realizar un viaje en esquí más fantástico que todas sus obras de imaginación. Así ganó la frontera sueca para atravesar Rusia y,  con el Transiberiano, Siberia desde donde pasó a Japón y luego finalmente a Estados Unidos. 
Terminada la guerra y hecha la paz, volvió a su país en 1945. El 10 de mayo de 1949 murió en Lillehammer a la edad de sesenta y siete años.

Sus primeras novelas fueron La señora Marta Ulia (1907), Jenny (1911) y Primavera (1914), en las que escribe en contra de los defensores del "amor libre". Incrementó y consolidó su fama con Las mujeres sabias (1918) y el ensayo Punto de vista de una mujer (1919). Sus obras más conocidas son Kristin Lavransdatter (1920-1922) y Olav Audunssön (1925-1927), en las que trata el permanente conflicto entre el amor terrenal y el divino. Otras obras que cabe destacar son la novelas La esposa fiel (1936) y Madame Dorothea (1939), su autobiografía, Los años más largos (1934) y su famosa biografía sobre Catalina de Siena (1951). 
La vida de Sigrid Undset resume un cálido mensaje femenino. No retrocedió nunca ante el ideal. Fue fuerte y firme como las heroínas de las sagas y leyendas escandinavas que de niña oía relatar con asombrados ojos, en la casa de Kallundborg, Dinamarca.

## Eponimia
El asteroide (9919) Undset fue nombrado así en su honor.

## Ediciones en español
- Undset, Sigrid (2024). Jenny. Editorial Espinas. ISBN 978-8412766448
- Undset, Sigrid (2013). Ida Elisabeth. Palabra. ISBN 978-84-9840-807-2.
- Undset, Sigrid (2009). Santa Catalina de Siena. Encuentro. ISBN 978-84-7490-525-0.
- Undset, Sigrid (2001). Olav Audunssön. Encuentro. ISBN 84-7490-642-3.
- Undset, Sigrid (1999). La zarza ardiente. Encuentro Ediciones. ISBN 978-84-7490-534-2.
- Undset, Sigrid (1997). Cristina hija de Lavrans. Encuentro. ISBN 9788474908640.
- Undset, Sigrid (1984). Santa Catalina de Siena. Ediciones Orbis. ISBN 978-84-7530-390-1.
- Undset, Sigrid (1978). Cuatro mujeres. Caralt Editores. ISBN 978-84-217-4252-5.
- Undset, Sigrid (1963). La orquídea blanca. Aguilar. ISBN 978-84-03-07383-8.
- Undset, Sigrid (1963). La zarza ardiente. Aguilar. ISBN 978-84-03-07384-5.
- Undset, Sigrid (1958). Obras escogidas. Aguilar. ISBN 978-84-03-56048-2.